# Dagensskiva.com
Dagensskiva.com var en svensk musiktidskrift i bloggformat som publicerade en musikalbumrecension om dagen. Webbplatsen startades 1999 och verksamheten lades ner 2012, då 6 348 recensioner hade publicerats. Verksamheten involverade totalt 29 skribenter.